# Olga Milchina
Olga Milchina (Myski, 2 luglio 1973) è un'ex cestista moldava.

## Carriera
Con la Moldavia ha disputato i Campionati europei del 1995.